# ألفبائية ليبسيوس القياسية
ألفبائية ليبسيوس القياسية هي ألفبائية بأحرف لاتينية ابتكرها كارل ريتشارد ليبسيوس. استخدمها ليبسيوس في البداية لتدوين الحروف الهيروغليفية المصرية ووسعها لاحقاً لكتابة اللغات الأفريقية، ونُشِرَتْ ما بين عامي 1854 و1855، ثم في طبعة منقحة عام 1863. كانت الألفبائية شاملة ولكنها لم تُستخدم كثيرًا لإحتواءها على الكثير من علامات التشكيل مما صعب قراءتها وتنضيدها للطباعة في ذلك الوقت. ومع ذلك فقد أثرت في مشاريع مشابهة لاحقاً مثل ألفبائية إليس التي ابتكرها ألكسندر إليس، وعلامات التشكيل التي لاتزال مستخدمة ليومنا هذا مثل النبرة الحادة للصوت الحنكي، والنقطة السفلية للصوت الإرتدادي، والخط السفلي للصوامت المشددة [الإنجليزية] في اللغة العربية، وحروف القرقعة [الإنجليزية].